# ムトゥ 踊るマハラジャ
『ムトゥ 踊るマハラジャ』（ムトゥ おどるマハラジャ、Muthu）は、1995年のインドのタミル語ロマンティック・コメディ映画。プリヤダルシャン監督の脚本・監督によって制作された1994年公開のマラヤーラム語映画『Thenmavin Kombath』のリメイク版である。K・S・ラヴィクマールが監督を務め、ラジニカーント、ミーナが出演している。ディーワーリー期間中の1995年10月23日に公開され、興行的な成功を収めた。テルグ語吹替版も公開された他、ヒンディー語吹替版が「Muthu Maharaja」のタイトルでエロス・インターナショナル配給で公開された。
日本では1998年6月13日からザナドゥーの配給により渋谷区のシネマライズで単館上映され、観客動員数25万人を記録した。VHS・レーザーディスク・DVDの販売本数は6万枚を超え、本作の公開以降インドへの日本人観光客の増加、南インド料理店の日本での増加など日本文化に大きな影響を与えた。

## ストーリー

### 三角関係
タミル・ナードゥ州の大地主ラージャに仕えるムトゥは、性格の明るさと腕っ節の強さ、そしてその誠実な人柄から、主人からの信頼と使用人仲間たちからの信望も厚い人気者だった。
ラージャの伯父アンバラッタール（アンバラ）はラージャの財産を横取りするため、娘のパドミニと結婚させようと企んでいた。そんな中、芝居好きのラージャに付き合わされる形で芝居見物をすることになったムトゥだが、芝居に興味がなく、途中でクシャミや居眠りをして看板女優のランガナーヤキ（ランガ）を怒らせてしまう。一方、ランガの美しさを見て一目惚れしたラージャは彼女との結婚を決意する。相手の名前を伏せた上で母に結婚を決心したことをラージャが告げると、パドミニとの結婚を決意したのだと勘違いした母と使用人たちは狂喜乱舞する。
数日後、ラージャとムトゥは巡業に向かうランガたちと出くわし、車が故障して困っていた彼女たちを馬車に乗せて巡業先に送り届けようとする。その途中、ラージャはランガに求婚し、「承諾するときは屋敷に来て欲しい」と告げるが、彼女はラージャの話を聞いていなかった。巡業先に到着したランガたちは、お礼としてラージャの前で芝居を披露するが、そこに借金取りたちが現れ「借金のカタ」としてランガを連れ去ろうとする。ラージャの命令でランガを助け出したムトゥは借金取りたちから逃げ出して隣の州（ケララ州）にまでたどり着く。
第一印象こそ最悪だった二人も逃避行の中で互いに想いを寄せるようになり、愛を誓い、結婚しようと約束を交し合う。ムトゥはラージャの結婚が近いことに配慮して「ラージャが結婚するまで関係を秘密にしよう」と告げる。ムトゥはランガが屋敷で働けるように取り計らい、「結婚を承諾したから屋敷に来た」と勘違いしたラージャは彼女を歓迎する。
数日後、ラージャがランガと結婚しようとしていることを知ったアンバラは彼女の義兄プラターブ警部に連絡を取り、ランガを屋敷から追い出そうとする。ランガから身の上話しを聞かされていたムトゥは、彼女の姉を暴行の末に死に追いやったのみならず、彼女にも暴力を振るうプラターブに激怒し、彼を返り討ちにして追い返してしまう。事態を知ったラージャの母は再度の騒動を懸念してランガを家に帰すべきだ進言するが、息子が愛しているのはランガでありパドミニとの結婚の意思がない事、結婚が叶わぬのなら死ぬとまで思い詰めていることを知らされ愕然とする。

### ムトゥの出生
屋敷に潜り込ませていた子分のカーリからムトゥがランガと婚約していることを聞いたアンバラは、カーリに命じ、ラージャをムトゥとランガの密会現場に引き合わせた上で「ムトゥがランガに無理矢理結婚を迫っている」「ムトゥが屋敷の財産を狙っている」と嘘を吹き込ませる。カーリの話を真に受けたラージャは激怒し、ムトゥに解雇を言い渡して一方的に屋敷から追い出してしまう。一方、ムトゥとランガの密会現場を偶然目撃して2人の仲を察していた母シヴァガーミは息子を叱責し、ムトゥは屋敷を含む一帯の広大な土地を所有していた先代地主の実の息子であり、自分たちは地主から土地と財産を奪い取った張本人だったという衝撃的な事実を告白する。
先代地主は莫大な土地や財産を人々に分け与える寛大な人物として尊敬を集める好人物だった。地主は子供のいない自分に代わり秘書として仕えていたラージャ・セーハランの息子に地主の座を継がせることを約束していたが、後に妻が実子ムトゥを産み落として亡くなった。かねてから地主の財産の強奪を目論んでいた義兄のアンバラは、実子が生まれた以上はお前も妻も息子も用済みになると煽りたててセーハランに入れ知恵をし、地主の財産を横領するように仕向ける。地主の裏切りを恐れたセーハランはまんまとそれに乗ってしまい、人々からの訴えで横領が発覚し地主に呼び出されたことで懲罰を覚悟する。しかし、地主は約束通りムトゥの誕生と同時に財産と土地の名義を彼の息子の名に変えていたことを告げると、村人の援助のために蓄えた財産もセーハランの名義に変更するという意外な対応を取り、同時に彼が犯した過ちを赦す。赤子のムトゥと共に屋敷を去ろうとする地主に対し、セーハランの妻シヴァガーミはムトゥの養育をすることでせめてもの償いをさせて欲しいと懇願し、「金とは無縁の善良な人間に育てて欲しい」との言葉と共にムトゥを託されるが、セーハランは自身の行為を恥じて自殺する。シヴァガーミは財産の強奪を企む兄から距離を置くためムトゥが死産したと偽って今の屋敷に移り住み、「いつか自分が戻ってくるその日まで身分を明かすな」という地主との約束を忠実に守って彼を屋敷の使用人として育てた。屋敷を去った地主は無一文の日々を送りやがて悩める人々を教え導く聖者として、人々から慕われる存在となっていったのだった。

### 屋敷の相続
事の真相と屋敷にまつわる真実を知ったラージャは屋敷を返還するため地主のもとに向かうが、それを知ったアンバラとカーリに襲われ崖から突き落とされてしまう。アンバラはカーリに「ムトゥがラージャを殺した」と吹聴させて罪を着せ、彼とシヴァガーミも殺して財産を手に入れようと企むが、カーリが噂を聞いて引き返してきたムトゥに殴り倒され真相を自白したことで形成が一気に逆転する。アンバラはムトゥに手下たちをけしかけてそのすきに逃げ出すが、他の使用人や村人たちに追い回された末に追い詰められ、追いついてきたムトゥに殺されそうになる。しかし、そこに死んだはずのラージャがパドミニと共に現れる。済んでのところで手を止めたムトゥは、一方的に受けた仕打ちを恨む素振りを一切見せずにラージャの無事を喜ぶ。そんな彼のひたむきな誠実さを改めて実感したラージャは己の行いを心から悔いて謝罪し、自分を救ってくれたのがムトゥの父親であること、そしてムトゥの出生の秘密を伝える。ムトゥは父が住み着いていた川辺に向かうが、父はすでに姿を消していた。寂しそうに俯くムトゥに、ラージャの母は祝福はどこにいても届くと告げて慰める。
父親の財産を相続して地主の地位に付き、晴れてランガとの結婚が認められたムトゥは人々からの祝福を受けるが、使用人として控えるラージャを見かけて唖然とする。「私はもう主人ではない」と告げるラージャに、ムトゥは召使の服をまとった彼の腰から抜き取った手ぬぐいをいつものように腰に巻き付け、「これからもあなたは私の主人だ」と、笑顔で応えた。

## キャスト
※括弧内は日本語吹替（ポニーキャニオンから2019年4月3日発売の「4K&5.1chデジタルリマスター版」DVD&BDに収録）
- ムトゥ、聖者（ムトゥの父親） - ラジニカーント[6]（堀内賢雄）
- ランガナーヤキ - ミーナ[6]（小林沙苗）
- ラージャー・マヤラーシンマン - サラット・バーブ（英語版）[6]（相沢まさき）
- アンバラッタール - ラーダー・ラヴィ（英語版）[7]（宝亀克寿）
- テーナッパン - センディル[8]（高木渉）
- ヴァライヤーパティ - ヴァディヴェール[8]（峰晃弘）
- シヴァガーミヤンマール - ジャヤバーラティ（英語版）[8]（杉山滋美）
- パドミニ - スバーシュリー（英語版）[8]（松本沙羅）
- カーリ - ポンナーンバラム（英語版）[8]（木内太郎）
- ラティ・デーヴィ - ヴィチトラー（英語版）[8]（小若和郁那）
- ラジャセーハラン - ラグヴァラン（英語版）[8]（山本兼平）
- プラターブ・ラーユドゥ - タイガー・プラバカール（英語版）[8]（佐々健太）
- ポーンガヴァナン - ガンティマティ（英語版）[8]
- パッラヴァラヤン - パンドゥ（英語版）[8]
- 「Kokku Saiva Kokku」シーン登場 - ジョーティ・ラクシュミー（英語版）[9]
- カラマカンナン - クマリムトゥ（英語版）[8]
- タミル語を話すマラヤーリ - K・S・ラヴィクマール（英語版）（カメオ出演）[10]

## 製作

### 企画

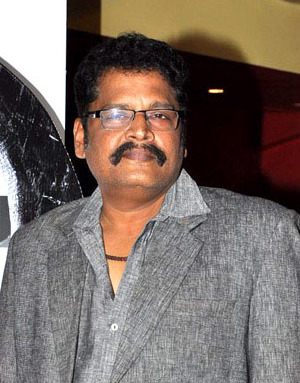
K・S・ラヴィクマール

ラジニカーントは『Periya Kudumbam』の撮影中だったK・S・ラヴィクマールに次回作の監督を依頼し、ラヴィクマールは同作の撮影が終了次第企画に合流することを承諾した。ラジニカーントは1994年公開のマラヤーラム語映画『Thenmavin Kombath』のリメイク権を取得し、ラヴィクマールに脚本を執筆するように依頼したが、ラヴィクマールには物語の概要を伝えただけで『Thenmavin Kombath』を鑑賞させていなかった。当初、この企画にはプロデューサーが不在だったため、ラジニカーント自身が製作費を捻出しようとしたが、ラヴィクマールに断られている。ラヴィクマールは助監督のラメーシュ・カンナーたちの助けを借りながらニュー・ウッドランド・ホテルで脚本の構想を練り、時にはラジニカーントの事務所に出向いて意見交換を行った。タイトルは『Velan』の予定だったが、最終的に『Muthu』に決定した。また、本作はラジニカーントとラヴィクマールが初めてタッグを組んだ映画である。台詞の大部分はラヴィクマールが執筆したが、「Kedaikkama irukardhu kedaikadhu（得るべきものが失われることはない。得るべきでないものは失われる）」など一部の「パンチの効いた」台詞はラジニカーントが書いている。
脚本の3/4を完成させたころ、ラヴィクマールはようやく『Thenmavin Kombath』を鑑賞する機会を得たが、彼は映画の内容と自分の脚本が全く似ていないことにショックを受けたという。これに対し、ラジニカーントは「『Thenmavin Kombath』から影響を受けることを避けるために、あえて鑑賞させなかったんだ」とラヴィクマールに理由を説明している。脚本執筆に際して、ラヴィクマールはタミル語圏の観客の好みに合わせるために自由な裁量を与えられていたが、原作の「主人と使用人が同じ女性に恋する」という設定は堅持し、さらに「使用人と女性が道に迷い、別の土地にたどり着く」や主人公の父親、父親の過去回想シーンなどの新たな要素を追加している:22:53–24:00。後年、カライップリ・S・ダーヌは『ムトゥ 踊るマハラジャ』のプロデューサーを務める予定だったが、「複数の事情」で参加できなかったことを明かしている。その後、K・バーラチャンダルのカヴィサラヤー・プロダクションが製作を引き受け、同社のラジャーム・バーラチャンダルとプシュパー・カンダスワーミがプロデューサーに就任した。この他、撮影監督にはアショーク・ラージャン、編集技師にはK・タニカーチャラムが起用されている。

### キャスティング
ラジニカーントは一人二役（主人公ムトゥ、ムトゥの父親）を演じた:21:21–22:22。ラヴィクマールはランガナーヤキ役にミーナを指名し、彼女は出演を承諾したものの、ミーナの母親からはパドミニー役のスバーシュリーよりも出番が少ないことを心配されていた。また、ラジニカーントはマドゥヴァンティ・アルンをランガナーヤキ役に指名していたが、「年齢が若過ぎる」という理由で不採用になったという。ラージャー・マヤラーシンマン役にはアルヴィンド・スワーミが検討されたが、彼は脚本にムトゥを平手打ちするシーンが含まれていることから出演を辞退した。辞退の理由として、スワーミ自身がラジニカーントのファンだったことと、ラジニカーントのファンからの怒りを買うことを避けるためだったことを挙げている。ジャヤラームも同様の理由でラージャー・マヤラーシンマン役を辞退しており、彼は後年「もし『ムトゥ 踊るマハラジャ』でラジニを平手打ちにしていたら、彼のファンにバラバラにされていたよ!」と心境を語っている。ジャヤラームは平手打ちのシーンを削除するように求めたが、ラヴィクマールに拒否されたという。その後、ラジニカーントの推薦でサラット・バーブがラージャー・マヤラーシンマン役に起用された。ヴァディヴェールとラーダー・ラヴィは原作には登場しない本作オリジナルキャラクターのヴァライヤーパティ役とアンバラッタール役に起用された:22:53。当初、ラーダー・ラヴィは悪役を演じることに飽きていたため辞退しようとしたが、ラジニカーントの強い要望を受けて出演を決めたという。また、ラジニカーントはラヴィクマールにもタミル語を話すマラヤーリ役で出演することを勧めており、ラヴィクマールは不本意ながら出演を決め、頭髪を白く染めて役を演じている。

### 撮影
1995年6月1日から主要撮影が始まり、マイソールで最初の撮影が行われた。映画冒頭の「Oruvan Oruvan」のシーンの撮影では、2頭の馬をトラックで各地に運んで撮影を行った。ラヴィクマールはこのシーンの撮影に4日や5日もかけることを望んでいなかった。これについて彼は「毎日20分から30分ほど使って撮影していました。それによって、とても鮮やかなイントロダクションソングが出来上がったのです」と語っている。オープニングシークエンスの撮影が終了した後、5000人以上のエキストラを動員してクライマックスシークエンスの撮影が行われた。ムトゥの父親のシーンなどはラリサ・マハルで撮影された。この他にマドラスのトラヴァンコール・パレス、ケララ州でも撮影が行われている。撮影時にミーナが履いていた青いスカートが炎天下の中で長時間座っていたため色が落ちてしまうトラブルが起きたため、「Kuluvalile」のシーンを撮影する際に同じスカートをもう一着用意している。
「Thillana Thillana」のシーンはAVMスタジオで、ポストプロダクションと同時並行で行われた最終スケジュールの一環として撮影が行われた。ラヴィクマールによると、振付師のB・H・タルン・クマールから「AVMのワンフロアがあれば十分。曲のムードに合わせて撮影セットの色を変えられるよ」と伝えられ、ラジニカーントやミーナ、ダンサーの衣装や撮影セットの背景も満足できるものに仕上げてくれたという。また、撮影の様子について「夜中に準備をし、一晩で技術スタッフが撮影セット全体の色調を変えてくれ、午前7時には準備が終わっていたんです。トップライトはすでに変えられており、小さいライトも同じように変えてもらい、午前9時には撮影が始められるようになっていました。午後6時に撮影が終了すると、また技術スタッフが撮影セットの色調を変えてくれるんです」と語っている。映画冒頭に登場する「Super Star」のタイトルカードは、『Annaamalai』で使用したものを流用している。

### 音楽
サウンドトラックはA・R・ラフマーンが作曲、ヴァイラムトゥが作詞している。ラジニカーント、ラヴィクマール、ラフマーンがタッグを組むのは本作が初である。ヒンディー語版は「Muthu Maharaja」のタイトルでP・K・ミシュラが作詞、テルグ語版はブーヴァナ・チャンドラが作詞している。レコーディングはパンチャタン・レコード・アイン&AMスタジオで行われ、1995年10月8日にピラミッド・レーベルから発売された。リリース・イベントはマドラスのカライヴァナル・アランガムで行われ、ラジニカーント、カマル・ハーサン、ラヴィクマール、ラフマーンヴァイラムトゥが出席した。サウンドトラックは2004年のカンナダ語映画『Sahukara』でラジェーシュ・ラーマナートがリメイクしている。

## 作品のテーマ
多くの批評家はムトゥが発した「いつ、どのように来るのかは知らないが、時が来れば私はやって来る」という台詞は、ラジニカーントの政界進出の願望を表していると指摘している。ポップマターズに寄稿したラーンジャニ・クリシュナクマールは「Katchiyellam ippo namakkedhukku, kaalathin kaiyyil adhu irukku（どうして今パーティー（政党）が必要なのか、それは時が来れば分かる）」という歌詞からも、ラジニカーントが政治的野心を抱いていることを示唆していると指摘している。一方でナーマン・ラーマチャンドランは、この歌詞を通してラジニカーントは政界進出の噂を払拭したと指摘している。ミント紙のショーバ・ナラヤナは、ヒロインのランガナーヤキが伝統的なステレオタイプの型に当てはまると指摘しており、「名前はキャラクターのトーンを表している」と述べている。

## 公開

### インド
1995年10月23日のディーワーリー期間中に公開され、『Kuruthipunal』『Chandralekha』と競合することになった。シヴァサクティ・ムービー・メーカーズのシヴァサクティ・パンディアンがマドラスの配給を担当し、ティルプール・スブラマニアムがコーヤンブットゥールの配給を担当した。当初、ラヴィクマールは公開3週目にウダヤム劇場での上映本数が減少したことで『ムトゥ 踊るマハラジャ』が失敗するのではないかと危惧したが、ラジニカーントは意に介さず成功を確信していたという。最終的に『ムトゥ 踊るマハラジャ』は88日間上映され、シルバー・ジュビリー・ヒットを記録している。テルグ語吹替版ではタミル語版と同じタイトルで公開され、マノがラジニカーントの声を吹き替えた。ヒンディー語吹替版では『Muthu Maharaja』のタイトルで公開された。本作は『DDLJ 勇者は花嫁を奪う』に次いで1995年に海外で最も売れたインド映画となった。

### 日本

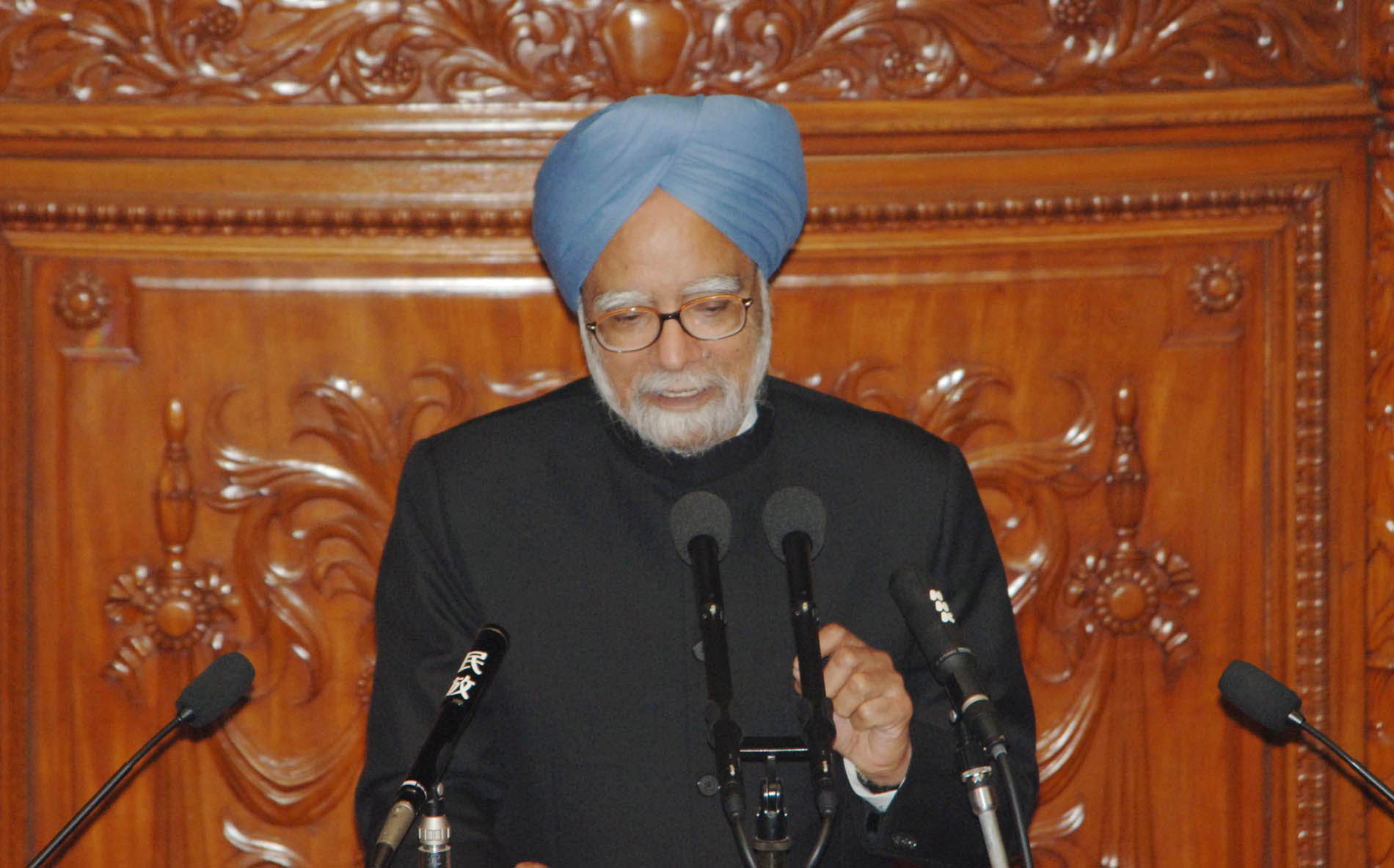
日本の国会で演説するマンモハン・シン

1996年、映画評論家の江戸木純がシンガポールのリトル・インディアにあるビデオショップで本作を発見した。彼は「日本語字幕がなくても、『ムトゥ』はとても魅力的だった」と後に語り、日本で公開するために複数の配給会社と接触した。その後、1998年にザナドゥー配給で「ムトゥ 踊るマハラジャ」のタイトルで公開された。同年6月13日にシネマライズで限定上映された本作は23週間上映され、12万7000枚のチケットを売り上げ、興行収入2億800万円を記録した。これは同劇場の1998年の最高興行収入であり、「アートハウスの『タイタニック』」と称された。その後100以上の劇場で公開され観客動員数25万人、累計興行収入4億円を記録した。これにより、本作は1997年に公開されたシャー・ルク・カーン主演作『ラジュー出世する』を抜き、日本で最も売れたインド映画となった。本作と『ラジュー出世する』の興行的成功は、日本において1999年までの短期的なインド映画ブームを巻き起こした。『ムトゥ 踊るマハラジャ』は2022年に『RRR』に抜かれるまでの24年間、日本で最も高い興行成績を持つインド映画の地位を保持していた。また、本作のサウンドトラックは、日本で最も人気のあるサウンドトラックに選ばれている。
2006年12月14日にインド首相マンモハン・シンが日本の国会で行った演説の中で、『ムトゥ 踊るマハラジャ』が日本人の間で人気があることについて言及している。2018年11月23日には4Kデジタルリマスター版が公開された。

## 評価

### 批評
INDOlinkに寄稿したアーナンド・カンナンは3.5/4の星を与え、「この映画の魅力は何といってもクリーンさと素朴なユーモア、そしてラジニカーントお決まりの様式美（ダンス、決め台詞、アクション、コメディ、控えめな説教）です。さらに、台詞や歌詞に政治的な意味合いを含めるとジュビリー映画の完成です」と批評した。彼は主要キャスト（特にラジニカーント）の演技を絶賛したが、ムトゥの父親には説得が欠けていると指摘しており、センディルやヴァディヴェールの魅力を活かし切れていない点を批判している。アーナンダ・ヴィカタンは42/100の評価を与え、物語には一貫性があり、魅力的なマサラ・エンターテインメントと批評している。また、歌曲シークエンスの躍動感を高く評価している。カールキ誌のR・P・Rは他のラジニカーント主演作と比較してテンポの悪さを批判しており、その原因が編集なのか脚本なのかは分からないと批評している。また、映画は台詞よりも曲に重点を置いていると指摘している。

### 受賞・ノミネート
| 映画賞                            | 部門                       | 対象                   | 結果       | 出典          |
| --------------------------------- | -------------------------- | ---------------------- | ---------- | ------------- |
| タミル・ナードゥ州映画賞          | 主演男優賞                 | ラジニカーント         | 受賞       | [ 54 ] [ 55 ] |
| タミル・ナードゥ州映画賞          | 作詞家賞                   | ヴァイラムトゥ         | 受賞       | [ 54 ] [ 55 ] |
| タミル・ナードゥ州映画賞          | 振付賞                     | B・H・タルン・クマール | 受賞       | [ 54 ] [ 55 ] |
| フィルムフェア賞 南インド映画部門 | タミル語映画部門主演男優賞 | ラジニカーント         | ノミネート |               |
| シネマ・エクスプレス賞            | タミル語映画部門主演男優賞 | ラジニカーント         | 受賞       | [ 56 ]        |
| 映画ファン協会賞                  | 主演男優賞                 | ラジニカーント         | 受賞       | [ 56 ]        |
| カラサガル・アワード              | 主演男優賞                 | ラジニカーント         | 受賞       | [ 56 ]        |

## レガシー
『ムトゥ 踊るマハラジャ』は、日本においてラジニカーントとミーナの知名度を押し上げるきっかけとなった。「Thillana Thillana」のシーンは、ミーナのベリーダンスとへそのクローズアップが話題となり、トーク番組「Simply Kushboo」でもダンスを披露している。映画自体もSun TVで何度も放送され、高視聴率を記録している。また、「Kedaikkaradhu kedaikkama irukkadhu. Kedaikkama irukardhu kedaikadhu」、「Naan eppo varuven, epdi varuvennu yarukkum theriyathu. Aana vara vendiya nerathula correcta vandhuduven」、「Eruki anachu oru umma tharum」など多くの台詞が人気を集めた。シヴァサクティ・パンディアンは『ムトゥ 踊るマハラジャ』の配給で得た利益を初プロデュース作品『Vaanmathi』の製作費に投じている。
ラジニカーントが「Kuluvalile」のシーンで着ていた白いシャツとルンギーも話題を集めた。2006年のフランス映画『Prête-moi ta main|Prête-moi ta main』には、正式な許可を得て『ムトゥ 踊るマハラジャ』の格闘シーン100秒間が挿入されている。2017年にラジェーシュ・アラチが描いた英語版コミックがチェルヴァム・コミックスから発売され、同年にはラジニカーントを題材にしたタミル語映画『12-12-1950』が公開された。同作の主要キャラクターには歴代ラジニカーント主演作の主人公の名前が付けられており、その中の一人は「ムトゥ」と名付けられている。チェンナイのGRTホテルでは2018年からラジニカーント主演作に由来する料理を作っており、その中の一品に「ムトゥ」というメニューがある。2020年以降のCOVID-19パンデミックの時期には、COVID-19の危険性を啓蒙する「Corona Corona」という「Thillana Thillana」の替え歌が流行した。